# Ciężkowice (województwo opolskie)
Ciężkowice (dodatkowa nazwa w j. niem. Czienskowitz) – wieś w Polsce, położona w województwie opolskim, w powiecie kędzierzyńsko-kozielskim, w gminie Polska Cerekiew.
| SIMC    | Nazwa       | Rodzaj     |
| ------- | ----------- | ---------- |
| 0998205 | Długie Pole | przysiółek |

Przez Ciężkowice przechodzi droga krajowa nr 45.
Do wojewódzkiego rejestru zabytków wpisany jest park pałacowy.

## Nazwa
Według niemieckiego nauczyciela Heinricha Adamy’ego nazwa miejscowości należy do grupy nazw patronomicznych i pochodzi od polskiego nazwiska założyciela oraz pierwszego właściciela Ciężkowskiego. W swoim dziele o nazwach miejscowości na Śląsku wydanym w 1888 roku we Wrocławiu Adamy wymienia jako najstarszą zanotowaną nazwę miejscowości Cięzkowice podając jej znaczenie "Dorf des Czięskowiski" czyli po polsku "Wieś Ciężkowskiego". Niemcy zaadaptowali nazwę jakoCzienskowitz.

## Historia
Pierwsze wzmianki o osadzie Czenschkowicz pochodzą z 1402 roku. Od końca XVIII w. na pieczęci gminnej umieszczono wizerunek przedstawiający 8 kłosów zbóż, nad nimi oko opatrzności.
W latach 1975–1998 miejscowość administracyjnie należała do ówczesnego województwa opolskiego.